# هاياتو ماتسوؤو
هاياتو ماتسوؤو (松尾早人  ماتسوؤو هاياتو) هو ملحن ياباني ولد في 13 أغسطس 1965 في محافظة تشيبا.

## أعماله في السينما اليابانية
- فيلم كامن رايدر 555: بارادايس لوست

## أعماله في التوكوساتسو
- كامن رايدر 555

## أعماله في الأنمي

### مسلسلات أنمي تلفزيونية
- داي الشجاع (توزيع الموسيقى)
- ترانسفورمرز أرمادا
- جنود السايبورغ (مساعد في تأليف الموسيقى)
- المفتش فابر
- كامينوميزو شيرو سيكاي
- كامينوميزو شيرو سيكاي 2
- كامينوميزو شيرو سيكاي: الحارسات
- غايفر
- ماجيك نايت رايرث
- قرصان الصحراء كابتن كوبا
- سينت تيل
- مغامرة جوجو الغريبة (الجزء 1)
- البؤساء: الفتاة كوزيت
- هونتد جانكشن
- الشجاع الذهبي غولدران
- يوميغايرو سورا
- كيجو!!!!!!!!
- فينوس بروجكت كلايماكس (بالتعاون مع ياسونوري إيواساكي)
- دريفترز (بالتعاون مع ياسوشي إيشي)
- كابتن تسوباسا
- قسم تصميم الخلق

### أوفا أنمي
- هلسينغ Ultimate
- ستريت فايتر ألفا
- كامينوميزو شيرو سيكاي: تنري
- مجموعة غوشو أوياما للقصص القصيرة

### أفلام أنمي
- إختفاء هاروهي سوزوميا (توزيع الموسيقى)
- كرايون شين-تشان: نداء العاصفة, أنا و أميرة الفضاء (بالتعاون مع توشيوكي أراكاوا، أكيفومي تادا وكيجي إيناي)
- داي الشجاع (توزيع الموسيقى)
- داي الشجاع: تلاميذ فان (توزيع الموسيقى)
- داي الشجاع: القادة الستة الجدد (توزيع الموسيقى)

## أعماله في ألعاب الفيديو
- ماستر أوف مونسترز
- إكس كاليبر 2097 (بالتعاون مع هيتوشي ساكيموتو)
- فرونت ميشن 3 (بالتعاون مع كوجي هاياما)
- أوغر باتل: ذا مارتش أوف ذا بلاك كوين (بالتعاون مع هيتوشي ساكيموتو و ماساهارو إيواتا)
- سنتر كورت تنس
- ميستري دانجون: شيرين ذا واندرر (إصدار نينتندو دي إس؛ بالتعاون مع كويتشي سوجياما)
- إل شاداي: أسنشن أوف ذا ميتاترون (توزيع الموسيقى)
- فاينل فانتسي XII
- دراغون كويست X (مصمم الصوت)

## وصلات خارجية
- هاياتو ماتسوؤو على موقع IMDb (الإنجليزية)
- هاياتو ماتسوؤو على موقع ميوزك برينز (الإنجليزية)
- هاياتو ماتسوؤو على موقع ديسكوغز (الإنجليزية)